# Пятеро ядовитых
«Пятеро ядовитых» или «Пять злодеев» (кит. 五毒, англ. The Five Venoms) — фильм с боевыми искусствами режиссёра Чжан Чэ, вышедший в 1978 году.

## Сюжет
Умирающий от болезни глава когда-то могущественного клана Ядовитых Бойцов отправляет своего последнего ученика, Ён Така, на важную миссию. Глава клана когда-то обучил пятерых талантливых бойцов, и теперь кто-то из них (но кто именно — неизвестно, может быть и все) охотится за сокровищами клана Ядовитых Бойцов, которые хранятся у шестого ученика. Ён Так должен защитить богатство клана и шестого ученика (который очень слабо знает кунг-фу) от возможных посягательств этих пятерых, чтобы потом использовать золото на благие цели, так как клан вымер. Таку придётся найти этих пятерых замаскированных Ядовитых Бойцов, распознать  их, и решить, кому из них можно доверять, чтобы они помогли ему в выполнении миссии. Сложность в том, что Так не знает, как выглядят эти ученики, и сами ученики также не знают всех личностей друг друга. Каждый из них владеет одним уникальным стилем — Ящерицы, Скорпиона, Жабы, Змеи и Сороконожки. Так обладает начальными знаниями в каждом стиле, но лишь в паре с кем-то из пятёрки может превзойти другого Ядовитого Бойца. Прикинувшись дурачком-нищим, Так пробирается в город, где как раз происходит убийство того самого шестого ученика. Золото, хранящееся у него, кем-то похищено, и в закрутившемся водовороте интриг и засад Так пытается вывести на чистую воду скрытых Ядовитых Бойцов и узнать, кто из них кто. Сложности добавляет, что в игру оказываются втянуты местные власти, а Ядовитые Бойцы сами хотят найти и убить друг друга, чтобы не только отыскать золото, но и присвоить его себе одному...

## В ролях
- Цзян Шэн[англ.] — Ён Так
- Сунь Цзянь[кит.] — Скорпион, главный констебль Ма
- Филип Куок[кит.] — Ящерица, констебль Хо
- Ло Ман[кит.] — Жаба, Лэй Хоу
- Вай Пак[кит.] — Змея, Хун Маньтхун
- Лу Фэн — Сороконожка, Тхон Саньфуй
- Ку Фэн — счетовод Юнь
- Джонни Ван[англ.] — начальник уезда Вон
- Дик Вэй — глава клана ядовитых
- Сунь Шупэй — констебль Лам Куон
- Лау Фонсай — Мань Фат
- Лам Файвон — констебль
- Вон Чхинхо — констебль
- Сам Лоу — продавец фруктов
- Ван Ханьчэнь — судебный эксперт
- Сиу Юклун — констебль
- Чэнь Чжиле
- Тони Тхам — констебль
- Лай Яухин — член семьи Юнь
- Чань Хун — член семьи Юнь
- Чау Маклэй — констебль
- Ха Куоквин — констебль

## Съёмочная группа
- Компания: Shaw Brothers
- Продюсер: Шао Жэньмэй[кит.]
- Режиссёр: Чжан Чэ
- Сценарист: Ни Куан[кит.], Чжан Чэ
- Ассистент режиссёра: Цзян Шэн[англ.], Чань Яумань
- Постановка боевых сцен: Лён Тхин, Роберт Тай, Лу Фэн
- Художник: Джонсон Цао
- Монтажёр: Цзян Синлун
- Грим: У Сюйцин
- Дизайнер по костюмам: Лю Цзию
- Оператор: Чхоу Вайкхэй, Гун Мудо
- Композитор: Фрэнки Чань[кит.]